# Nirim
Nirim (hebreiska: נירים) är en ort i Israel.   Den ligger i distriktet Södra distriktet, i den centrala delen av landet. Nirim ligger 115 meter över havet och antalet invånare är 620.
Terrängen runt Nirim är huvudsakligen platt. Nirim ligger uppe på en höjd. Runt Nirim är det ganska glesbefolkat, med 42 invånare per kvadratkilometer. Nirim är det största samhället i trakten. Trakten runt Nirim är ofruktbar med lite eller ingen växtlighet.